# Fogtündér (film)
A Fogtündér (eredeti cím: Tooth Fairy) 2010-ben bemutatott kanadai filmvígjáték Michael Lembeck rendezésében. A főszerepben Dwayne Johnson, Stephen Merchant, Ashley Judd és Julie Andrews látható.
A film többnyire negatív értékeléseket kapott a kritikusoktól, azonban bevételi szempontból sikeresen teljesített. 2010. január 22-én 3334 moziban nyitották meg a filmet, a nyitás napján 3,5 millió dollárral kezdett, átlagosan 1060 $ / mozi. A nyitóhétvégén a bruttósított bevétele 14 millió dollárra termelődött, amely átlagosan 4190 $ / mozi. A listán a 4. helyen végzett, az Avatar, az Éli könyve és a Légió mögött, végül elérte a harmadik helyet. Az Amerikai Egyesült Államokban és Kanadában 60 022 256 dollárt, más országban pedig 51 854 764 dollárt hozott, összesen világszerte 111 877 020 dollárt gyűjtött. A Metacritic oldalán a film értékelése 36% a 100-ból, ami 24 véleményen alapul. A Rotten Tomatoeson a Fogtündér 18%-os minősítést kapott, 113 értékelés alapján.
A filmet Vancouverben (Brit Columbia) forgatták, majd a 20th Century Fox 2010. január 22-én mutatta be.

## Cselekménye
Egy profi kőkemény jégkorongliga játékos, Derek Thompson (Dwayne Johnson) nem nagyon hisz a tündérmesékben. Veszélyezteti a barátnője, Carly (Ashley Judd) és az ő közte való kapcsolatot is az otromba magatartása miatt. Leginkább azzal rontja el az egészet, hogy Carly kislányának, Tessnek (Destiny Whitlock) bemeséli a fogtündér nem létezésének meséjét. Ennek meg is lesz az eredménye. Derek hamarosan egy olyan vizsgáló bizottság előtt találja magát, amit ő maga sem hisz el, hogy létezik. Ez a bizottság két hét tündéréletet szab ki a férfinak, melyet csak úgy gondol; mint egy rossz álom, csakhogy ez igen is a valóság.

## Szereplők
| Színész              | Szereplő                   | Magyar hang    |
| -------------------- | -------------------------- | -------------- |
| Dwayne Johnson       | Derek Thompson / Fogtündér | Galambos Péter |
| Ashley Judd          | Carly Harris               | Györgyi Anna   |
| Julie Andrews        | Lily                       | Földi Teri     |
| Stephen Merchant     | Tracy                      | Nagy Ervin     |
| Brandon T. Jackson   | Duke                       | Stern Dániel   |
| Seth MacFarlane      | Ziggy                      | Csőre Gábor    |
| Chase Ellison        | Randy Harris               | Timon Barna    |
| Destiny Whitlock     | Tess Harris                | Károlyi Lili   |
| Michael Daingerfield | Kommentátor                | Rosta Sándor   |
| Billy Crystal        | Jerry                      | Harsányi Gábor |

További magyar hangok: Jakab Csaba, Harmath Imre, Szatory Dávid, Varga Gábor, Fehér Tibor, Hován Gábor, Vári Attila

## Média kiadás
A Fogtündér az Amerikai Egyesült Államokban 2010. május 4-én jelent meg DVD-n és Blu-rayen. Törökországban – július 7-én, valamint Magyarországon – augusztus 25-én.

## Folytatás
A Fogtündért követte a folytatása, a főszerepben Larry the Cable Guy, mint címszereplő. A rendező ezúttal Alex Zamm. A Fogtündér 2. kiadása 2012. március 6-án volt.